# Australian Medical Council

Logo

Das Australian Medical Council ist eine öffentlich-rechtliche Institution, vergleichbar mit der Bundesärztekammer, mit Sitz in Kingston SE. Sie ist für die Erteilung der Approbation in Australien zuständig. Die Ablegung des Australian Medical Council Exam ist erforderlich, um als nicht-australischer Arzt in Australien ärztlich tätig werden zu dürfen.